# Skulpturstien
Skulpturstien er en sti beliggende i Lemvig, som starter i Lemvig Museums have. 
Stien går forbi 54 kunstværker, udført af billedhuggeren Torvald Westergaard, Lemvig.

## Ekstern henvisning
- Lemvig Museum Skulpturstien

| Kunst | Spire Denne artikel om kunst er en spire som bør udbygges. Du er velkommen til at hjælpe Wikipedia ved at udvide den. |

|  | Denne artikel om lokaliteten Skulpturstien kan blive bedre, hvis der indsættes et (bedre) billede. Du kan hjælpe ved at afsøge Wikimedia Commons for et passende billede eller lægge et op på Wikimedia Commons med en af de tilladte licenser og indsætte det i artiklen. |

56°32′57″N 8°18′12″Ø / 56.54904°N 8.30328°Ø